# Fundamentos quânticos
Fundamentos quânticos é uma disciplina da ciência que busca entender os aspectos mais contra-intuitivos da teoria quântica, reformulá-la e até mesmo propor novas generalizações da mesma. O campo de fundamentos da mecânica quântica aborda quantitativamente as questões conceituais levantadas pelo referencial teórico. Ao contrário de outras teorias físicas, como a relatividade geral, os axiomas definidores da teoria quântica são bastante ad hoc, sem intuição física óbvia. Embora levem às previsões experimentais corretas, não trazem uma imagem mental do mundo onde se encaixam. 

## Abordagens
Existem diferentes abordagens para resolver essa lacuna conceitual:
- Pode-se colocar a física quântica em contraposição à física clássica: ao identificar cenários, como os experimentos de Bell, onde a teoria quântica se desvia radicalmente das previsões clássicas, espera-se obter insights físicos sobre a estrutura da física quântica.
- Pode-se tentar encontrar uma re-derivação do formalismo quântico em termos de axiomas operacionais.
- Pode-se procurar uma correspondência completa entre os elementos matemáticos da estrutura quântica e os fenômenos físicos: qualquer correspondência desse tipo é chamada de interpretação.
- Pode-se renunciar completamente à teoria quântica e propor um modelo diferente do mundo.

A pesquisa em fundamentos quânticos está estruturada ao longo desses caminhos.